# Puig d'Alp
El Puig d'Alp és una muntanya de 2.407 metres que es troba entre els municipis de Bagà, a la comarca del Berguedà i d'Alp, a la comarca de la Baixa Cerdanya.